# FSJ Ljetna liga prvaka
Ljetna liga prvaka (srp. Letnja liga šampiona) je bilo nogometno natjecanje za klubove igrano između 1969. i 1973. godine. 
 Organizirao ga je Jugoslavenski nogometni savez (srp. Fudbalski savez Jugoslavije, FSJ), a u njemu su sudjelovali poslijeratni jugoslavenski prvaci, a iznimno u posljednjem izdanju i reprezentacija. Natjecanje je igrano uglavnom u srpnju i kolovozu prije početka Prve savezne lige.

## Sudionici
- Sarajevo – Sarajevo
- Željezničar – Sarajevo
- Hajduk – Split
- Dinamo – Zagreb
- Crvena zvezda – Beograd
- Partizan – Beograd
- Vojvodina – Novi Sad
- Jugoslavija

 Napomena: zastavice su dane po osamostaljenim državama 

## Pobjednici i drugoplasirani
| godina | sudionika | pobjednik     | drugoplasirani |
| ------ | --------- | ------------- | -------------- |
| 1969.  | 6         | Partizan      | Dinamo         |
| 1970.  | 6         | Vojvodina     | Crvena zvezda  |
| 1971.  | 6         | Crvena zvezda | Hajduk         |
| 1972.  | 7         | Sarajevo      | Crvena zvezda  |
| 1973.  | 8         | Jugoslavija   | Crvena zvezda  |

## Poveznice
- Prvenstvo Jugoslavije u nogometu